# 叶永青家族墓
叶永青家族墓，位于中国广东省东莞市东莞市茶山镇京山村，为东莞市的一个市、县级文物保护单位，类型为古墓葬，公布时间为2004年1月8日。
叶永青家族墓的历史年代为明代。